# 马里昂 (俄亥俄州)
马里恩（Marion）位于美国俄亥俄州中北部，是马里恩县的县治所在，位于州首府哥伦布以北约50英里（80）。马里恩在2010年人口普查中人口数据超过3.6万。
1. ↑  . U.S. Department of Commerce.   [2017-08-26]. （原始内容存档于2017-03-16）. 在搜索框中输入“Marion city, Ohio”查看